# جواهر کوچولو
جواهر کوچولو (به فرانسوی: La Petite Bijou) رمانی است از پاتریک مودیانو که در ۲۵ آوریل ۲۰۰۱ توسط انتشارات گالیمار منتشر شده‌است.

## تاریخچه
این رمان در سال ۲۰۰۲ موفق به دریافت جایزه ژان مونه ادبیات اروپایی شد.

## خلاصه
ترز که در داستان جواهر کوچولو نامیده می‌شود، دختر جوان ۱۹ ساله‌ای است که به طور اتفاقی در ایستگاه مترو شتله پاریس به زنی با پالتوی زرد برخورد می‌کند. این زن از نظر جسمی او را به یاد مادرش می‌اندازد که چند سال پیش در مراکش مرده‌است. ترز که از این دیدار آشفته شده، زن را تا محل زندگی‌اش دنبال می‌کند…
در طول داستان، گذشته در زندگی ترز حضوری بی‌رحمانه دارد و او با تردیدها و سوال‌های دشواری روبروست.